# SV Limburgia in het seizoen 1955/56
Het seizoen 1955/1956 was het tweede jaar in het bestaan van de Brunssumse betaaldvoetbalclub Limburgia. De club kwam uit in de Hoofdklasse A en eindigde daarin op de 10e plaats, dit betekende dat de club in het nieuwe seizoen uitkwam in de Eerste divisie.

## Wedstrijdstatistieken

### Hoofdklasse A
|       | ADO   | Ajax  | Amsterdam | DOS   | EBOH  | Eindhoven | Excelsior | Fortuna '54 | HVC   | NAC   | NOAD  | Rigtersbleek | Roda Sport | Sparta | Stormvogels | Vitesse | VVV   |
| ----- | ----- | ----- | --------- | ----- | ----- | --------- | --------- | ----------- | ----- | ----- | ----- | ------------ | ---------- | ------ | ----------- | ------- | ----- |
| Thuis | 2 – 2 | 0 – 0 | 1 – 1     | 1 – 4 | 2 – 2 | 3 – 3     | 0 – 0     | 0 – 0       | 4 – 1 | 1 – 2 | 2 – 1 | 4 – 0        | 2 – 1      | 5 – 3  | 4 – 2       | 4 – 1   | 2 – 1 |
| Uit   | 5 – 2 | 0 – 1 | 4 – 2     | 2 – 0 | 1 – 1 | 0 – 0     | 0 – 1     | 2 – 0       | 2 – 2 | 2 – 0 | 1 – 2 | 2 – 4        | 2 – 2      | 1 – 0  | 3 – 2       | 4 – 0   | 1 – 0 |

## Statistieken Limburgia 1955/1956

### Eindstand Limburgia in de Nederlandse Hoofdklasse A 1955 / 1956
| Stand | Gespeeld | Gewonnen | Gelijk | Verloren | Punten | Doelpunten voor | Doelpunten tegen |
| ----- | -------- | -------- | ------ | -------- | ------ | --------------- | ---------------- |
| 10e   | 34       | 12       | 11     | 11       | 35     | 56              | 56               |

### Topscorers
| Competitie \| # \| Naam \| \| \| ------ \| --------------- \| -- \| \| 1. \| Leo Habets \| 15 \| \| 1. \| Loek Feijen \| 15 \| \| 3. \| Jan Eggels \| 5 \| \| 4. \| Peter Stephan \| 4 \| \| 5. \| Frits Cox \| 3 \| \| 5. \| Hendrik Moonen \| 3 \| \| 7. \| Chris Broeders \| 2 \| \| 7. \| Mathieu Spanjer \| 2 \| \| 9. \| Gradus Hansen \| 1 \| \| 9. \| Jacques Hovens \| 1 \| \| 9. \| Sjra Jacobs \| 1 \| \| Totaal \| Totaal \| 56 \| |                 |      |
| # | Naam            | Goal |
| 1. | Leo Habets      | 15   |
| 1. | Loek Feijen     | 15   |
| 3. | Jan Eggels      | 5    |
| 4. | Peter Stephan   | 4    |
| 5. | Frits Cox       | 3    |
| 5. | Hendrik Moonen  | 3    |
| 7. | Chris Broeders  | 2    |
| 7. | Mathieu Spanjer | 2    |
| 9. | Gradus Hansen   | 1    |
| 9. | Jacques Hovens  | 1    |
| 9. | Sjra Jacobs     | 1    |
| Totaal | Totaal          | 56   |